# Сэбин, Джозеф
Джозеф Сэбин (англ. Joseph Sabine, 6 июня 1770 — 24 января 1837) — британский ботаник, признанный авторитет по линьке, миграции и привычкам британских птиц.

## Биография
Джозеф Сэбин родился в Хартфордшире 6 июня 1770 года. Он был старшим братом Эдварда Сэбина.
Джозеф занимался юридической практикой до 1808 года, когда он был назначен генеральным инспектором по налогам и занимал эту должность до 1835 года. Сэбин имел пожизненный интерес к естественной истории. 7 ноября 1779 года он был избран членом Лондонского Линнеевского общества. С 1810 по 1830 год Джозеф был почётным секретарём Королевского садоводческого общества. Сады общества в Хаммерсмите были созданы под его руководством; он послал Дэвида Дугласа и других на сбор образцов. Его управление счетами привело к большим долгам, и после угрозы осуждения комитетом он ушёл в отставку в 1830 году.
Сэбин сосредоточился на должности секретаря и вице-председателя Зоологического общества Лондона, значительно увеличив их коллекцию животных. Он был признанным авторитетом по линьке, миграции и привычкам британских птиц. В ноябре 1799 года Сэбин был избран членом Лондонского королевского общества.
Джозеф Сэбин умер в Лондоне 24 января 1837 года.

## Научная деятельность
Джозеф Сэбин специализировался на семенных растениях.

## Почести
Огюстен Пирам Декандоль назвал в его честь род растений Sabinea.